# 대한민국의 철도역 목록
대한민국의 철도역 목록은 대한민국의 철도역 및 도시철도역을 정리한 목록이다.
바로가기:
ㄱ
ㄴ
ㄷ
ㄹ
ㅁ
ㅂ
ㅅ
ㅇ
ㅈ
ㅊ
ㅋ
ㅌ
ㅍ
ㅎ

## 4
- 4.19민주묘지역

## ㄱ
- 가남역
- 가능역
- 가락시장역
- 가산디지털단지역
- 가수원역
- 가야역 (도시철도)
- 가야역 (한국철도공사)
- 가야대역
- 가양역
- 가오리역
- 가정역
- 가정중앙시장역
- 가재울역
- 가좌역
- 가천역
- 가천대역
- 가평역
- 각계역
- 각산역
- 간석역
- 간석오거리역
- 갈마역 (대전)
- 갈매역
- 갈산역
- 감곡역
- 감곡장호원역
- 감삼역
- 감전역
- 갑천역
- 갑현역
- 강경역
- 강구역 (영덕)
- 강남역
- 강남구청역
- 강남대역
- 강동역
- 강동구청역
- 강릉역
- 강매역
- 강변역
- 강서구청역
- 강창역
- 강촌역
- 개금역
- 개롱역
- 개봉역
- 개운역
- 개운포역
- 개정역
- 개태사역
- 개포역
- 개포동역
- 개화역
- 개화산역
- 거여역
- 거제역
- 거제해맞이역
- 거촌역
- 검단사거리역
- 검단오류역
- 검바위역
- 건대입구역
- 건들바위역
- 건천역
- 검암역
- 경기광주역
- 경기도청북부청사역
- 경대병원역
- 경마공원역
- 경복궁역
- 경산역
- 경성대·부경대역
- 경인교대입구역
- 경전철의정부역
- 경주역
- 경찰병원역
- 경화역
- 경강역
- 계룡역
- 계명대역
- 계산역
- 계양역
- 고덕역
- 고래불역
- 고려대역
- 고막원역
- 고명역
- 고모역
- 고사리역
- 고색역
- 고산역
- 고속터미널역
- 고잔역
- 고진역
- 고촌역 (김포)
- 고촌역 (부산)
- 고한역
- 괘법르네시떼역
- 곡산역
- 곡성역
- 곤제역
- 곤지암역
- 공단역
- 공덕역
- 공릉역
- 공전역
- 공주역
- 공항시장역
- 공항역 (광주)
- 공항역 (부산)
- 공항화물청사역
- 과천역
- 관악역
- 관악산역
- 관촌역
- 광교역
- 광교중앙역
- 광곡역
- 광나루역
- 광명역
- 광명사거리역
- 광안역
- 광양역
- 광양항역
- 광운대역
- 광주역
- 광주송정역
- 광주송정역 (도시철도)
- 광천역
- 광화문역
- 광흥창역
- 괴동역
- 괴목역
- 괴정역
- 교대역 (대구)
- 교대역 (부산)
- 교대역 (서울)
- 구남역
- 구례구역
- 구로역
- 구로디지털단지역
- 구룡역 (서울)
- 구룡역 (순천)
- 구리역
- 구명역
- 구미역
- 구반포역
- 구산역
- 구서역
- 구성역 (용인)
- 구암역 (대구)
- 구암역 (대전)
- 구의역
- 구일역
- 구절리역
- 구파발역
- 구포역 (도시철도)
- 구포역 (한국철도공사)
- 국수역
- 국제금융센터·부산은행역
- 국제업무지구역
- 국회의사당역
- 군북역
- 군산역
- 군산화물역
- 군위역
- 군자역
- 군포역
- 굴봉산역
- 굴포천역
- 굽은다리역
- 귤현역
- 극락강역
- 근덕역
- 금가역
- 금강역
- 금곡역 (남양주)
- 금곡역 (부산)
- 금남로4가역
- 금남로5가역
- 금련산역
- 금릉역
- 금사역
- 금정역
- 금지역
- 금천구청역
- 금촌역
- 금호역 (서울)
- 금호역 (영천)
- 기성역 (울진)
- 기장역
- 기흥역
- 길동역
- 길음역
- 김대중컨벤션센터역
- 김량장역
- 김유정역
- 김제역
- 김천역
- 김천(구미)역
- 김포공항역
- 김해대학역
- 김해시청역
- 까치산역
- 까치울역

## ㄴ
- 나전역
- 나주역
- 낙민역
- 낙성대역
- 남광주역
- 남구로역
- 남동구청역
- 남동인더스파크역
- 남부터미널역
- 남산역 (부산)
- 남산역 (대구)
- 남산정역
- 남성역
- 남성현역
- 남양산역
- 남영역
- 남원역
- 남위례역
- 남창역
- 남창원역
- 남천역
- 남철송장역
- 남춘천역
- 남태령역
- 남평역
- 남포역 (보령)
- 남포역 (부산)
- 남한산성입구역
- 낫개역
- 내당역
- 내방역
- 내수역
- 내판역
- 냉정역
- 노들역
- 노량진역
- 노령역
- 노안역
- 노원역
- 노은역
- 노포역
- 녹동역 (광주)
- 녹동역 (봉화)
- 녹번역
- 녹사평역
- 녹양역
- 녹천역
- 논산역
- 논현역
- 농성역
- 능곡역
- 능길역
- 능주역
- 능내역

## ㄷ
- 다대포항역
- 다대포해수욕장역
- 다사역
- 다산역
- 다시역
- 단대오거리역
- 단성역
- 단양역
- 단촌역
- 달미역
- 달성공원역
- 달월역
- 달천역
- 담티역
- 답십리역
- 당곡역
- 당리역
- 당산역
- 당정역
- 대곡역 (고양)
- 대곡역 (대구)
- 대공원역 (과천)
- 대공원역 (대구)
- 대광리역
- 대구역
- 대구은행역
- 대구한의대병원역
- 대동역
- 대림역
- 대명역
- 대모산입구역
- 대방역
- 대봉교역
- 대불역
- 대사역
- 대성리역
- 대신역
- 대실역
- 대야역
- 대야미역
- 대연역
- 대저역
- 대전역
- 대전역 (도시철도)
- 대전조차장역
- 대정역
- 대천역
- 대청역
- 대치역
- 대티역
- 대화역
- 대흥역
- 덕계역
- 덕두역
- 덕산역
- 덕소역
- 덕양역
- 덕정역
- 덕천역 (부산)
- 덕포역
- 덕하역
- 도경리역
- 도계역
- 도고온천역
- 도곡역
- 도농역
- 도담역
- 도라산역
- 도림천역
- 도봉역
- 도봉산역
- 도산역
- 도심역
- 도안역 (증평)
- 도원역
- 도화역
- 독립문역
- 독바위역
- 독산역
- 독정역
- 돌고개역
- 돌곶이역
- 동구릉역
- 동구청역
- 동대구역
- 동대문역
- 동대문역사문화공원역
- 동대신역
- 동대입구역
- 동두천역
- 동두천중앙역
- 동래역 (도시철도)
- 동래역 (한국철도공사)
- 동량역
- 동막역
- 동매역
- 동묘앞역
- 동백역 (부산)
- 동백역 (용인)
- 동백산역
- 동산역
- 동송정역
- 동수역
- 동암역
- 동오역
- 동화역
- 동운역
- 동원역
- 동의대역
- 동인천역
- 동작역
- 동점역
- 동천역 (대구)
- 동천역 (용인)
- 동촌역
- 동춘역
- 동탄역
- 동해역
- 두류역
- 두실역
- 두정역
- 둔내역
- 둔전역 (용인)
- 둔촌동역
- 둔촌오륜역
- 득량역
- 등구역
- 등촌역
- 디지털미디어시티역
- 뚝섬역

## ㅁ
- 마곡역
- 마곡나루역
- 마두역
- 마들역
- 마사역
- 마산역
- 마석역
- 마장역
- 마전역 (인천)
- 마차리역
- 마천역
- 마포구청역
- 마포역
- 만덕역
- 만성역
- 만수역 (인천)
- 만종역
- 만촌역
- 만평역
- 망미역
- 망상역
- 망상해수욕장역
- 망양역
- 망우역
- 망원역
- 망월사역
- 망포역
- 매곡역
- 매교역
- 매봉역
- 매천역
- 매천시장역
- 매탄권선역
- 매포역
- 매화역
- 먹골역
- 면목역
- 명덕역
- 명동역
- 명륜역
- 명봉역
- 명일역
- 명장역
- 명지대역
- 명학역
- 모덕역
- 모라역
- 모란역
- 모래내시장역
- 모량역
- 목동역
- 목포역
- 목행역
- 못골역
- 몽촌토성역
- 몽탄역
- 무릉역
- 무악재역
- 무안역
- 묵호역
- 묵호항역
- 문경역
- 문곡역
- 문단역
- 문래역
- 문산역
- 문수역
- 문양역
- 문정역
- 문학경기장역
- 문현역
- 문화전당역
- 물금역
- 물만골역
- 미금역
- 미남역
- 미로역
- 미사역
- 미아사거리역
- 미아역
- 미전역
- 미평역
- 민둥산역
- 민락역
- 밀양역

## ㅂ
- 박물관역
- 박촌역
- 반고개역
- 반석역
- 반성역
- 반야월역
- 반여농산물시장역
- 반월역
- 반월당역
- 반포역
- 발곡역
- 발산역
- 방배역
- 방이역
- 방촌역
- 방학역
- 방화역
- 배방역
- 배산역
- 백마역
- 백산역
- 백석역
- 백양리역
- 백양사역
- 백운역
- 백원역
- 버티고개역
- 벌교역
- 범골역
- 범계역
- 범내골역
- 범물역
- 범어역
- 범어사역
- 범일역 (한국철도공사)
- 범일역 (도시철도)
- 법전역
- 벡스코역
- 벽제역
- 별내별가람역
- 별내역
- 별어곡역
- 병점역
- 보라매역
- 보라매공원역
- 보라매병원역
- 보문역
- 보산역
- 보성역
- 보정역
- 보천역
- 보평역
- 복정역
- 봉덕역
- 봉림역
- 봉명역
- 봉성역
- 봉양역
- 봉은사역
- 봉정역
- 봉천역
- 봉천역 (임실)
- 봉화산역
- 봉화역 (봉화)
- 봉황역
- 부강역
- 부강화물역
- 부개역
- 부발역
- 부산역
- 부산대역
- 부산대양산캠퍼스역
- 부산신항역
- 부산역 (도시철도)
- 부산원동역
- 부산진역 (도시철도)
- 부산진역 (한국철도공사)
- 부암역
- 부용역
- 부원역
- 부전역 (도시철도)
- 부전역 (한국철도공사)
- 부조역
- 부천역
- 부천시청역
- 부천종합운동장역
- 부평역
- 부평구청역
- 부평삼거리역
- 부평시장역
- 부황역
- 부호역
- 북구청역
- 북송정역
- 북영주역
- 북영천역
- 북울산역
- 북전주역
- 북천역
- 북철송장역
- 북한산보국문역
- 북한산우이역
- 분천역
- 불광역
- 불암역
- 불암산역
- 비봉역

## ㅅ
- 사가정역
- 사곡역
- 사당역
- 사릉역
- 사리역
- 사북역
- 사상역 (도시철도)
- 사상역 (한국철도공사)
- 사월역
- 사직역
- 사평역
- 사하역
- 산곡역
- 산본역
- 산성역
- 산성역 (남원)
- 살미역
- 삼가역
- 삼각지역
- 삼곡역
- 삼동역
- 삼랑진역
- 삼례역
- 삼릉역
- 삼산역
- 삼산체육관역
- 삼성역
- 삼성역 (경산)
- 삼성중앙역
- 삼송역
- 삼양역
- 삼양사거리역
- 삼전역
- 삼척역
- 삼척해변역
- 삼탄역
- 삼화역
- 삽교역
- 상갈역
- 상계역
- 상도역
- 상동역 (밀양)
- 상동역 (부천)
- 상록수역
- 상무역
- 상봉역
- 상수역
- 상왕십리역
- 상월곡역
- 상인역
- 상일동역
- 상정역
- 상주역
- 상천역
- 상현역
- 새말역
- 새절역
- 샛강역
- 서강대역
- 서경주역
- 서광주역
- 서구청역
- 서대구역
- 서대문역
- 서대신역
- 서대전역
- 서대전네거리역
- 서도역
- 서동역
- 서동탄역
- 서면역
- 서문시장역
- 서부산유통지구역
- 서부여성회관역
- 서부정류장역
- 서빙고역
- 서생역
- 서울역
- 서울대입구역
- 서울대벤처타운역
- 서울숲역
- 서울지방병무청역
- 서원역
- 서원주역
- 서정리역
- 서지역
- 서창역
- 서천역
- 서초역
- 서화성역
- 서현역
- 석계역
- 석남역
- 석대역
- 석바위시장역
- 석불역
- 석수역
- 석촌역
- 석촌고분역
- 석포역
- 석항역
- 선릉역
- 선바위역
- 선부역
- 선유도역
- 선정릉역
- 선평역
- 선학역
- 설화명곡역
- 성균관대역
- 성남역
- 성산역
- 성서산업단지역
- 성수역
- 성신여대입구역
- 성주사역
- 성환역
- 세류역
- 세마역
- 세천역
- 센텀역
- 센텀시티역
- 센트럴파크역
- 소래포구역
- 소사역
- 소새울역
- 소요산역
- 소이역
- 소정리역
- 소태역
- 솔밭공원역
- 솔샘역
- 솔안역
- 송내역
- 송도역
- 송도달빛축제공원역
- 송산역 (의정부)
- 송정공원역
- 송정역 (부산)
- 송정역 (서울)
- 송천역
- 송추역
- 송탄역
- 송파역
- 송파나루역
- 송포역
- 송학역 (제천)
- 송현역
- 수내역
- 수락산역
- 수로왕릉역
- 수리산역
- 수색역
- 수서역
- 수성구청역
- 수성구민운동장역
- 수성못역
- 수성시장역
- 수영역
- 수원역
- 수원시청역
- 수유역
- 수안역
- 수안보온천역
- 수정역
- 수지구청역
- 수진역
- 숙대입구역
- 숙등역
- 순천역
- 숭실대입구역
- 숭의역
- 승문역
- 승부역
- 시민공원역
- 시우역
- 시청역 (대전)
- 시청역 (부산)
- 시청역 (서울)
- 시청·용인대역
- 시흥능곡역
- 시흥대야역
- 시흥시청역
- 신갈역
- 신거역
- 신광양항역
- 신금호역
- 신기역 (대구)
- 신기역 (삼척)
- 신길역
- 신내역
- 신녕역
- 신논현역
- 신답역
- 신당역
- 신대방역
- 신대방삼거리역
- 신도림역
- 신동역
- 신동화물역
- 신둔도예촌역
- 신례원역
- 신리역
- 신림역
- 신림역 (원주)
- 신망리역
- 신매역
- 신목동역
- 신반포역
- 신방화역
- 신사역
- 신선대역
- 신설동역
- 신성역
- 신암역
- 신연수역
- 신용산역
- 신원역 (양평)
- 신이문역
- 신장림역
- 신정역
- 신정네거리역
- 신중동역
- 신창역
- 신창원역
- 신천역 (대구)
- 신천역 (시흥)
- 신촌역 (경의선)
- 신촌역 (지하)
- 신탄리역
- 신탄진역
- 신태인역
- 신평역
- 신포역 (인천)
- 신풍역
- 신해운대역
- 신현역
- 신흥역 (대전)
- 신흥역 (성남)
- 심천역
- 심포리역
- 쌍룡역
- 쌍문역
- 쌍용역
- 쌍촌역

## ㅇ
- 아미역
- 아산역
- 아시아드경기장역
- 아신역
- 아양교역
- 아우라지역
- 아중역
- 아차산역
- 아포역
- 아현역
- 아화역
- 안강역
- 안국역
- 안동역
- 안락역
- 안산역
- 안심역
- 안암역
- 안양역
- 안인역
- 안정역
- 안중역
- 안지랑역
- 안평역 (부산)
- 안평역 (장성)
- 암사역
- 암사역사공원역
- 앙성온천역
- 압구정역
- 압구정로데오역
- 압록역
- 애오개역
- 야당역
- 야목역
- 야탑역
- 약목역
- 약수역
- 양동역
- 양동시장역
- 양산역
- 양산화물역
- 양수역
- 양원역 (봉화)
- 양원역 (서울)
- 양재역
- 양재시민의숲역
- 양정역 (남양주)
- 양정역 (부산)
- 양주역
- 양천구청역
- 양천향교역
- 양평역 (서울)
- 양평역 (양평)
- 어등역
- 어룡역 (의정부)
- 어린이대공원역
- 어린이세상역
- 어정역
- 어천역
- 언주역
- 업동역
- 여수엑스포역
- 여의나루역
- 여의도역
- 여주역
- 여천역
- 역곡역
- 역삼역
- 역촌역
- 연당역
- 연무대역
- 연산역 (논산)
- 연산역 (부산)
- 연수역
- 연신내역
- 연지공원역
- 연천역
- 연풍역 (괴산)
- 연하역
- 연호역
- 연화역
- 염창역
- 영남대역
- 영대병원역
- 영덕역
- 영동역
- 영등포역
- 영등포구청역
- 영등포시장역
- 영산대역
- 영월역
- 영종역
- 영주역
- 영천역
- 영통역
- 영해역
- 예당역
- 예미역
- 예술회관역
- 예천역
- 오가역
- 오근장역
- 오금역
- 오남역
- 오룡역
- 오류동역
- 오리역
- 오목교역
- 오목천역
- 오봉역
- 오산역
- 오산대역
- 오송역
- 오수역
- 오시리아역
- 오이도역
- 옥계역
- 옥구역
- 옥산역
- 옥수역
- 옥원역
- 옥천역
- 온릉역
- 온산역
- 온수역
- 온양온천역
- 온천장역
- 올림픽공원역
- 옹정역
- 옹천역
- 와룡역
- 완사역
- 완정역
- 왕길역
- 왕십리역
- 왜관역
- 외대앞역
- 용계역
- 용궁역
- 용답역
- 용동역
- 용두역
- 용마산역
- 용문역 (대전)
- 용문역 (양평)
- 용산역
- 용산역 (대구)
- 용유역
- 용지역
- 우보역
- 우암역
- 우장산역
- 운길산역
- 운산역
- 운서역
- 운동장·송담대역
- 운연역
- 운정역
- 운정중앙역
- 운천역 (광주)
- 운천역 (파주)
- 울산역
- 울산항역
- 울진역
- 웅천역
- 워터파크역
- 원당역
- 원대역
- 원덕역
- 원동역
- 원릉역
- 원시역
- 원인재역
- 원종역
- 원주역
- 원죽역
- 원창역
- 원흥역
- 월계역
- 월곡역
- 월곶역
- 월내역
- 월드컵경기장역 (대전)
- 월드컵경기장역 (서울)
- 월롱역
- 월배역
- 월촌역
- 월평역
- 월포역
- 윗반송역
- 유성온천역
- 율동역
- 율리역
- 율촌역
- 율하역
- 을지로3가역
- 을지로4가역
- 을지로입구역
- 음성역
- 응봉역
- 응암역
- 의성역
- 의왕역
- 의정부역
- 의정부시청역
- 의정부중앙역
- 이곡역
- 이대역
- 이매역
- 이수역
- 이양역
- 이원역
- 이천역
- 이촌역
- 이태원역
- 이하역
- 익산역
- 인덕원역
- 인제대역
- 인주역
- 인하대역
- 인천역
- 인천가좌역
- 인천공항1터미널역
- 인천공항2터미널역
- 인천논현역
- 인천대공원역
- 인천대입구역
- 인천시청역
- 인천터미널역
- 일광역
- 일로역
- 일산역
- 일신역 (양평)
- 일영역
- 일원역
- 임곡역
- 임기역
- 임당역
- 임성리역
- 임실역
- 임원역
- 임진강역
- 임포역
- 임학역
- 입석리역

## ㅈ
- 자갈치역
- 자미원역
- 자양역 (서울)
- 작전역
- 잠실역
- 잠실나루역
- 잠실새내역
- 잠원역
- 장기주차장역
- 장락역
- 장림역
- 장사역
- 장산역
- 장성역
- 장성화물역
- 장승배기역
- 장신대역
- 장암역
- 장유역
- 장자호수공원역
- 장전역
- 장지역
- 장한평역
- 장항역
- 장흥역 (양주)
- 재송역
- 적량역
- 전곡역
- 전대·에버랜드역
- 전동역
- 전의역
- 전주역
- 전포역
- 점촌역
- 정동진역
- 정릉역
- 정발산역
- 정부과천청사역
- 정부청사역
- 정선역
- 정왕역
- 정읍역
- 정자역
- 정평역 (경산)
- 제기동역
- 제물포역
- 제천역
- 제천조차장역
- 조동역
- 조성역
- 조치원역
- 종각역
- 종로3가역
- 종로5가역
- 종합운동장역 (부산)
- 종합운동장역 (서울)
- 좌천역 (도시철도)
- 좌천역 (한국철도공사)
- 주덕역
- 주례역
- 주례역 (한국철도공사)
- 주산역
- 주생역
- 주안역
- 주안국가산단역
- 주엽역
- 주평역
- 주포역
- 죽령역
- 죽림온천역
- 죽변역
- 죽전역 (대구)
- 죽전역 (용인)
- 중계역
- 중곡역
- 중구청역
- 중동역 (부산)
- 중동역 (부천)
- 중랑역
- 중리역
- 중앙로역 (대구)
- 중앙로역 (대전)
- 중앙역 (부산)
- 중앙역 (안산)
- 중앙보훈병원역
- 중화역 (서울)
- 증미역
- 증산역 (서울)
- 증산역 (양산)
- 증평역
- 지게골역
- 지내역
- 지식정보단지역
- 지산역
- 지석역
- 지족역
- 지천역
- 지축역
- 지탄역
- 지평역
- 지행역
- 직산역
- 직지사역
- 진남역
- 진부역
- 진상역
- 진영역
- 진위역
- 진접역
- 진주역
- 진천역
- 진해역

## ㅊ
- 차량기지 임시승강장
- 창내역
- 창동역
- 창신역
- 창원역
- 채운역
- 천마산역
- 천안역
- 천안아산역
- 천왕역
- 천원역
- 천호역
- 철산역
- 철암역
- 청계산입구역
- 청구역
- 청담역
- 청도역
- 청라국제도시역
- 청라언덕역
- 청량리역
- 청령역
- 청령포역
- 청리역
- 청명역
- 청산역
- 청소역
- 청주역
- 청주공항역
- 청천역
- 청평역
- 체육공원역
- 초강역
- 초당역
- 초남역
- 초량역
- 초월역
- 초지역
- 추암역
- 추전역
- 추풍령역
- 춘양역
- 춘의역
- 춘천역
- 춘포역
- 충렬사역
- 충무로역
- 충정로역
- 충주역
- 칠곡경대병원역
- 칠곡운암역
- 칠성시장역

## ㅋ
- 캠퍼스타운역
- 킨텍스역

## ㅌ
- 탄방역
- 탄부역
- 탄현역
- 탑리역
- 탑석역
- 탕정역
- 태금역
- 태릉입구역
- 태백역
- 태전역
- 태평역
- 태화강역
- 테크노파크역
- 토성역
- 통해역
- 퇴계원역

## ㅍ
- 파라다이스시티역
- 파주역
- 판교역 (서천)
- 판교역 (성남)
- 판암역
- 팔거역
- 팔달역
- 팔달시장역
- 팔당역
- 평강역 (부산)
- 평내호평역
- 평동역
- 평은역
- 평창역
- 평촌역
- 평택역
- 평택지제역
- 평화역
- 평해역
- 포항역
- 풍기역
- 풍산역 (고양)

## ㅎ
- 하계역
- 하고사리역
- 하남역
- 하남검단산역
- 하남시청역
- 하남풍산역
- 하단역 (부산)
- 하동역
- 하양역
- 학동역
- 학동·증심사입구역
- 학여울역
- 학정역
- 한강진역
- 한국항공대역
- 한남역
- 한대앞역
- 한림정역
- 한성대입구역
- 한성백제역
- 한양대역
- 한티역
- 함백역
- 함안역
- 함열역
- 함창역
- 함평역
- 합덕역
- 합동청사역
- 합정역
- 향남역
- 해안역
- 해운대역
- 행당역
- 행신역
- 현동역
- 현충로역
- 현충원역
- 혜화역
- 호계역
- 호구포역
- 호포역
- 홍대입구역
- 홍성역
- 홍제역
- 화계역
- 화곡역
- 화랑대역
- 화명역 (도시철도)
- 화명역 (한국철도공사)
- 화본역
- 화산역
- 화서역
- 화성시청역
- 화순역
- 화양역
- 화정역 (고양)
- 화정역 (광주)
- 화정역 (김해)
- 화원역
- 황간역
- 황길역
- 황금역
- 황등역
- 회기역
- 회덕역
- 회룡역
- 회현역
- 횡성역
- 횡천역
- 효자역 (의정부)
- 효자역 (포항)
- 효창공원앞역
- 효천역
- 후포역
- 흑석역
- 흑석리역
- 흥국사역
- 흥부역
- 흥선역

바로가기:
ㄱ
ㄴ
ㄷ
ㄹ
ㅁ
ㅂ
ㅅ
ㅇ
ㅈ
ㅊ
ㅋ
ㅌ
ㅍ
ㅎ